# Daisuke Kimura
Daisuke Kimura –en japonés, 木村大輔, Kimura Daisuke– (23 de agosto de 1981) es un deportista japonés que compitió en natación. Ganó una medalla de bronce en el Campeonato Pan-Pacífico de Natación de 2002, en la prueba de 200 m braza.

## Palmarés internacional
| Campeonato Pan-Pacífico | Campeonato Pan-Pacífico | Campeonato Pan-Pacífico | Campeonato Pan-Pacífico |
| Año                     | Lugar                   | Medalla                 | Prueba                  |
| ----------------------- | ----------------------- | ----------------------- | ----------------------- |
| 2002                    | Yokohama (Japón)        | Medalla de bronce       | 200 m braza             |